# NGC 7402
NGC 7402 is een lensvormig sterrenstelsel in het sterrenbeeld Vissen. Het hemelobject werd op 2 oktober 1856 ontdekt door de Ierse astronoom William Parsons.

## Synoniemen
- MCG 0-58-10
- ZWG 379.13
- NPM1G +00.0613
- PGC 69914